# Dos Lunas
Two Moons o Dos Lunas nombre con el que fue conocido Ishi’eyo Nissi (1847-1917) guerrero cheyenne.

## Carrera
Fue uno de los jóvenes guerreros que lucharon en la Batalla de Little Big Horn en 1876. Sin embargo, poco después se rindió en Nelson Miles y sirvió como escolta del ejército, razón por la que fue recompensado y nombrado jefe de la reserva de Northern Cheyenne.  En 1914 viajó a Washington donde se entrevistó con el presidente estadounidense Woodrow Wilson. En 1898 su relato de la batalla de Little Big Horn fue publicado en la McClure's Magazine.